# 넥스텔
넥스텔은
2012년에 넥스텔을 설립
```
 초기에 GIS 및 SI회사로서 회사를 운영

교회
 출석관리 솔루션을 포함하여 글로벌 회사인 콜랩넷(CollabNet)과의 리셀러 계약을 체결하였고,
* 2013년 SI사업 수행과 
TeamForge
솔루션을 기업 환경에 맞게 최적화 작업을 수행하는 사업을 운영하였다
* 2017년 LX(공간정보연구원)의 연구사업으로 
OpenStack
을 활용하여 SDBaaS(공간정보데이터베이스서비스) [Infra+Service+Database]를 사용자 요건에 맞게 One Click으로 제공하는 서비스를 구축하였다
* 2018년 SDBaaS 제공의 고도화 사업으로 자료 수집서버에서 변화된 GIS데이터를 배포된 SDBaaS에 사용자 요청환경에 맞게 동기화를 처리하는 서비스를 수행
* 2019년 보안솔루션(
mSABER
) 및 스마트협업 서비스(
JANDI
) 제공사와 파트너쉽을 맺어  기존의 IT 운영의 노하우를 융합하여 기업에 업무혁신을 제안하는 사업을 수행하고 있다
```